# Arxipèlag de Cabrera
L'arxipèlag de Cabrera és un arxipèlag d'illes i illots situat a 9 km al sud de l'illa de Mallorca. Pren el nom de l'illa major, Cabrera, i integra (de sud a nord) el grup dels Estells, format per s'Estell de Fora, s'Estell des Coll, s'Estell Xapat i s'Estell de s'Esclatasang, i d'altres illes com l'Imperial, illa de ses Rates, illa de ses Bledes, illa des Fonoll, Na Rodona, Conillera, l'Esponja, Na Plana, Illot Pla, Na Pobra, illot de Na Foradada i Na Foradada.
Encara que n'està molt separat, administrativament forma part del terme municipal de Palma. Des de 1991 està declarat Parc Nacional Maritimoterrestre de l'Arxipèlag de Cabrera

## Història
Les aigües de l'arxipèlag de Cabrera foren solcades pels primers pobles mariners, com acrediten els més de deu pecis hi són localitzats actualment a les seves aigües. Així mateix el nom de les seves illes majors (Cabrera i Conillera) suggereixen que foren utilitzades per deixar-hi animals rústecs abandonats per tal que s'hi reproduïssin espontàniament i poder obtenir carn fresca durant les singladures, esdevenint així un lloc de referència en les rutes marítimes; de manera anàloga a altres illes de la Mediterrània com Capraria o Capri.
Fins a temps ben recents les aigües de l'arxipèlag foren refugi habitual de pirates i corsaris, per la qual cosa les illes només foren habitades esporàdicament: se sap que a Cabrera en època romana, hi hagué una fàbrica de salaó i un centre monàstic paleocristià. A l'edat mitjana, s'edificà el Castell de Cabrera habitat només per torrers, que donaren una certa seguretat, possibilitant així l'activitat pesquera a les seves riques aigües.
El 1868 s'acabà de construir el far de la punta de n'Ensiola, per dotar de seguretat marítima a la navegació de la zona, als quals s'afegiran més tard les faroles del cap de llebeig i la del sa Creueta a la bocana del port i la de l'illot de na Foradada.
Durant la Primera Guerra Mundial un submarí alemany usà les seves aigües com lloc de refugi i aguait per a realitzar atacs, la qual cosa dugué al Govern a expropiar Cabrera i donar-li ús militar el 1915, per evitar que es comprometés la posició neutral d'Espanya.
A principis de l'any 1973 començaren les maniobres militars bianuals a Cabrera, que, a més de la part terrestre, consistien en proves de tir artiller sobre el mar. El 1986 s'acabaren les maniobres artilleres a Cabrera, a causa de la mobilització ecologista, liderada pel GOB, que promogué una intensa campanya en favor de la declaració de Cabrera com a Parc Natural. En el marc d'aquesta campanya el vaixell Sírius de Greenpeace entrà al perímetre de tir de les maniobres.

## Biodiversitat[calcitació]
A poc menys d'una hora de navegació des de Mallorca, l'Arxipèlag de Cabrera constitueix el millor exponent dels ecosistemes insulars no alterats de la Mediterrània espanyola. Des de 1991, el Parc Nacional Marítim Terrestre empara tota la riquesa natural d'aquest conjunt d'illes i illots calcaris: importants colònies d'aus marines, espècies endèmiques i un dels fons marins més ben conservats del nostre litoral.
Al parc hi predominen els arbustos llenyosos de fulla coriàcia i petita, que formen la garriga, un matoll perfectament adaptat als rigors del clima mediterrani. Hi ha diversos endemismes: astràgal de les Balears (Astragalus balearicus), raspeta (Rubia angustifolia ssp. cespitosa), tragamosques (Dracunculus muscivorum), hipericó balear (Hypericum balearicum), etc. Constitueix un important punt d'escala en la ruta migratòria de més de 150 espècies d'aus, tant en el pas primaveral com en el de tardor. Són veïnes de les illes des de la gavina corsa (Larus audouini) fins al falcó de la reina (Falco eleonorae). Els fons marins també representen una part molt important del parc, amb més de dues-centes espècies de peixos i nombrosos invertebrats endèmics.

## Parc Nacional Maritimoterrestre de Cabrera
Finalment, juntament amb un perímetre marítim, l'any 1991 l'arxipèlag fou declarat el Parc Nacional Maritimoterreste per tal de preservar la seva riquesa natural.